# Aquisgrà
|  | Per a altres significats, vegeu «Aquisgrà (desambiguació)». |

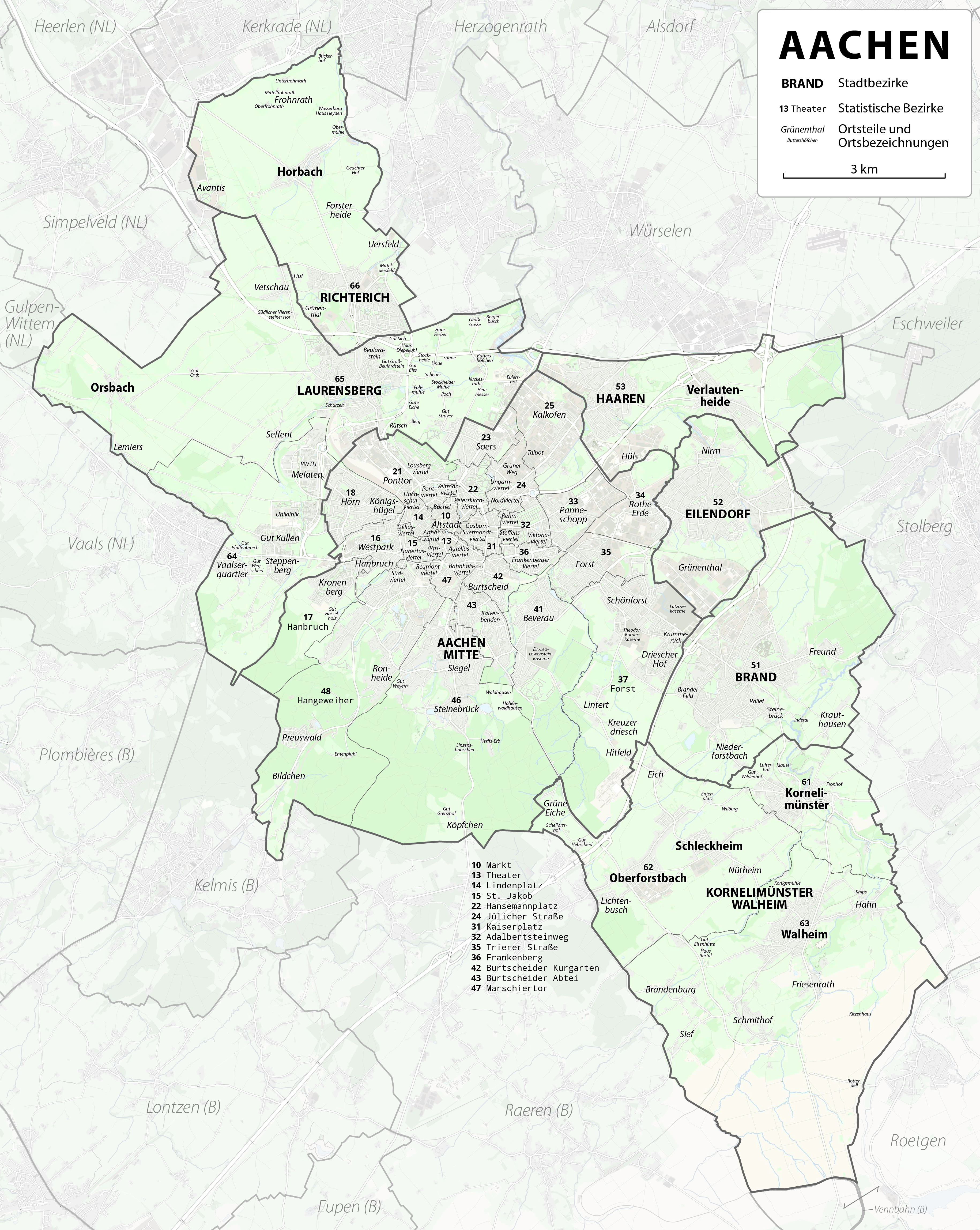

Aquisgrà (en alemany  Aachen (?·pàg.); en francès, Aix-la-Chapelle) és una ciutat de l'estat alemany de Rin del Nord-Westfàlia, prop de la frontera amb Bèlgica i els Països Baixos, a 65 km a l'oest de Colònia, i és la ciutat més occidental del país.
La Universitat Tecnològica RWTH Aachen (Rheinisch-Westfälische Technische Hochschule) és un dels instituts universitaris d'estudis tècnics més importants, especialitzat en enginyeria mecànica. Una de les seves seccions, el Klinikum Aachen, és l'edifici hospitalari més gran d'Europa. Al voltant del RWTH s'han desenvolupat un munt d'empreses informàtiques i de software.
Va ser la capital del Sacre Imperi Romanogermànic.

## La història
Els romans van anomenar Aquis Granum les fonts termals sulfuroses locals. Pel que fa a l'origen del Granus han corregut diverses teories, però avui dia és àmpliament acceptat que deriva del mot cèltic que designa el déu de l'aigua i la salut. I des de l'època romana, les fonts d'aigua calenta han estat canalitzades en banys termals (que encara s'usen actualment). L'âh- inicial d'Aachen és un antic mot alemany emparentat amb el llatí aqua, (aigua). A les àrees occitanòfones de l'antic Imperi el mot aquis (ablatiu plural d'aquae) es va convertir en ais en occità; així, Ais de Provença és un antic balneari romà a la Provença.
Després dels romans, l'indret fou abandonat fins al segle viii, quan era esmentat amb el nom d'Aquis Villa. L'any 768, Carlemany arriba a Aquisgrà per primer cop. Li agrada el lloc i, vint anys després, comença a construir-hi un palau. La magnífica capella palatina va esdevenir més tard la catedral d'Aquisgrà. Carlemany va passar la majoria dels hiverns a Aquisgrà entre l'any 800 i l'any de la seva mort (814) per gaudir de les fonts d'aigua termal. Més endavant el rei va ser enterrat a la capella, on encara es pot veure avui dia la seva tomba.
L'any 936, Otó I fou coronat rei a la catedral. Des de llavors, Aquisgrà seria el lloc de coronació dels reis del Sacre Imperi Romanogermànic durant els següents 600 anys. L'últim emperador que hi va ser coronat fou Ferran I el 1531. A l'edat mitjana Aquisgrà era una de les ciutats més grans de l'Imperi; el 1166 fou declarada Ciutat Lliure Imperial i separada del Ducat de Baixa Lorena; sempre es va mantenir com a ciutat lliure dins del Sacre Imperi Romanogermànic. A l'Assemblea dels Districtes Imperials de la Reichsreform (reforma imperial) que va tenir lloc a Worms el 1495, Aquisgrà hi era representada dins el districte de la Bàixa Renània - Westfàlia.
El 1668 s'hi va signar el Tractat d'Aquisgrà un cop s'havia acabat la Guerra de Devolució. Després de la Guerra dels Trenta Anys la ciutat només va tenir importància regional. El 1801 fou annexionada a França però el Congrés de Viena de 1815 la va assignar a Prússia.
Cap al 1880, la població d'Aquisgrà era de 80.000 persones. Era un nus de comunicacions ferroviàries importants. La ciutat es va convertir en un nucli manufacturer on es fabricava ferro per als ferrocarrils, sivelles, agulles i botons. També hi destacava el tabac i els teixits de llana i seda.
Molt danyada durant la Segona Guerra Mundial (els bombardejos van destruir els dos terços de la ciutat), el 21 d'octubre de 1944 Aquisgrà fou la primera ciutat alemanya a ser ocupada per les tropes aliades.
Mentre que el palau de Carlemany ja no existeix, la catedral és encara la principal atracció de la ciutat. Arran de la construcció fou l'església més gran al nord dels Alps durant 400 anys. A dins hi ha les tombes de Carlemany i d'Otó III. La catedral d'Aquisgrà va ser classificada com a Patrimoni de la Humanitat per la UNESCO el 1978.

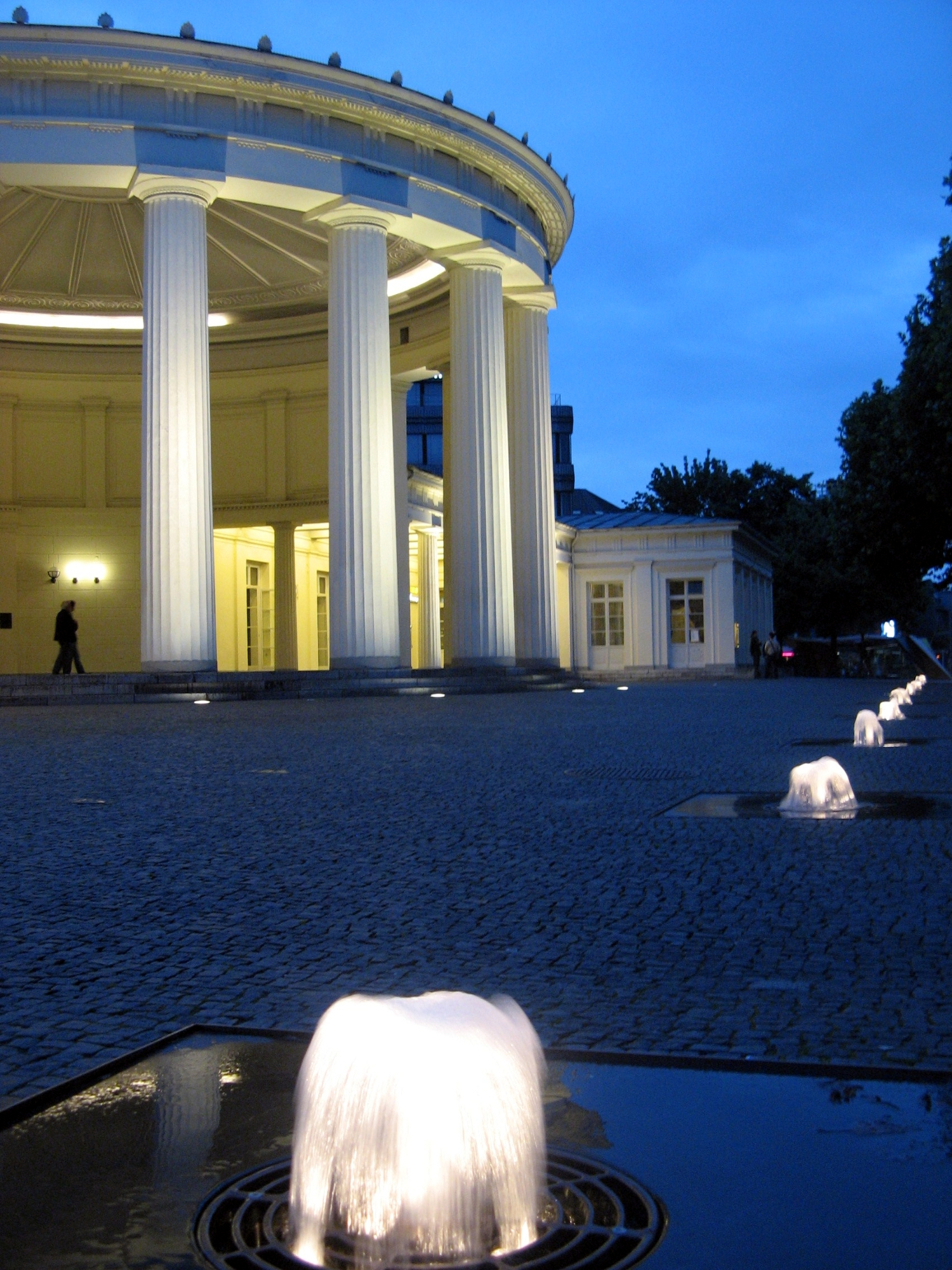
Elisenbrunnen

## Clima
Atès que es tracta de la ciutat situada més a l'oest d'Alemanya, tan a prop dels Països Baixos, Aachen i la rodalia tenen un clima atlàntic temperat (Cfb) segons la classificació climàtica de Köppen, amb un temps humit, hiverns suaus i estius càlids. Com que la ciutat està envoltada de turons pateix boires relacionades amb la inversió tèrmica.
| Dades climàtiques a Aachen, Germany for 1981–2010 (Source: DWD) | Dades climàtiques a Aachen, Germany for 1981–2010 (Source: DWD) | Dades climàtiques a Aachen, Germany for 1981–2010 (Source: DWD) | Dades climàtiques a Aachen, Germany for 1981–2010 (Source: DWD) | Dades climàtiques a Aachen, Germany for 1981–2010 (Source: DWD) | Dades climàtiques a Aachen, Germany for 1981–2010 (Source: DWD) | Dades climàtiques a Aachen, Germany for 1981–2010 (Source: DWD) | Dades climàtiques a Aachen, Germany for 1981–2010 (Source: DWD) | Dades climàtiques a Aachen, Germany for 1981–2010 (Source: DWD) | Dades climàtiques a Aachen, Germany for 1981–2010 (Source: DWD) | Dades climàtiques a Aachen, Germany for 1981–2010 (Source: DWD) | Dades climàtiques a Aachen, Germany for 1981–2010 (Source: DWD) | Dades climàtiques a Aachen, Germany for 1981–2010 (Source: DWD) | Dades climàtiques a Aachen, Germany for 1981–2010 (Source: DWD) |
| Mes                                                             | gen                                                             | febr                                                            | març                                                            | abr                                                             | maig                                                            | juny                                                            | jul                                                             | ag                                                              | set                                                             | oct                                                             | nov                                                             | des                                                             | anual                                                           |
| --------------------------------------------------------------- | --------------------------------------------------------------- | --------------------------------------------------------------- | --------------------------------------------------------------- | --------------------------------------------------------------- | --------------------------------------------------------------- | --------------------------------------------------------------- | --------------------------------------------------------------- | --------------------------------------------------------------- | --------------------------------------------------------------- | --------------------------------------------------------------- | --------------------------------------------------------------- | --------------------------------------------------------------- | --------------------------------------------------------------- |
| Màxima rècord °C (°F)                                           | 16.2 (61.2)                                                     | 20.2 (68.4)                                                     | 23.1 (73.6)                                                     | 28.7 (83.7)                                                     | 32.8 (91)                                                       | 34.5 (94.1)                                                     | 36.7 (98.1)                                                     | 36.8 (98.2)                                                     | 32.2 (90)                                                       | 26.9 (80.4)                                                     | 22.1 (71.8)                                                     | 16.8 (62.2)                                                     | 36.8 (98.2)                                                     |
| Màxima mitjana °C (°F)                                          | 5.4 (41.7)                                                      | 6.2 (43.2)                                                      | 10.1 (50.2)                                                     | 14.1 (57.4)                                                     | 18.2 (64.8)                                                     | 20.8 (69.4)                                                     | 23.3 (73.9)                                                     | 23.0 (73.4)                                                     | 19.2 (66.6)                                                     | 14.8 (58.6)                                                     | 9.3 (48.7)                                                      | 5.9 (42.6)                                                      | 14.2 (57.6)                                                     |
| Mitjana diària °C (°F)                                          | 3.0 (37.4)                                                      | 3.2 (37.8)                                                      | 6.4 (43.5)                                                      | 9.5 (49.1)                                                      | 13.6 (56.5)                                                     | 16.2 (61.2)                                                     | 18.5 (65.3)                                                     | 18.0 (64.4)                                                     | 14.6 (58.3)                                                     | 11.0 (51.8)                                                     | 6.6 (43.9)                                                      | 3.7 (38.7)                                                      | 10.4 (50.7)                                                     |
| Mínima mitjana °C (°F)                                          | 0.7 (33.3)                                                      | 0.6 (33.1)                                                      | 3.2 (37.8)                                                      | 5.5 (41.9)                                                      | 9.2 (48.6)                                                      | 11.8 (53.2)                                                     | 14.1 (57.4)                                                     | 13.9 (57)                                                       | 11.2 (52.2)                                                     | 7.9 (46.2)                                                      | 4.3 (39.7)                                                      | 1.5 (34.7)                                                      | 7.0 (44.6)                                                      |
| Mínima rècord °C (°F)                                           | −16.4 (2.5)                                                     | −15.8 (3.6)                                                     | −9.9 (14.2)                                                     | −4.7 (23.5)                                                     | 0.4 (32.7)                                                      | 3.9 (39)                                                        | 5.8 (42.4)                                                      | 6.7 (44.1)                                                      | 3.8 (38.8)                                                      | −3.7 (25.3)                                                     | −7.6 (18.3)                                                     | −14.3 (6.3)                                                     | −16.4 (2.5)                                                     |
| Precipitació mitjana mm (polzades)                              | 68.1 (2.681)                                                    | 63.6 (2.504)                                                    | 67.0 (2.638)                                                    | 55.7 (2.193)                                                    | 72.0 (2.835)                                                    | 80.3 (3.161)                                                    | 75.2 (2.961)                                                    | 74.8 (2.945)                                                    | 69.2 (2.724)                                                    | 70.1 (2.76)                                                     | 66.1 (2.602)                                                    | 74.9 (2.949)                                                    | 836.8 (32.945)                                                  |
| Mitjana mensual d'hores de sol                                  | 63.5                                                            | 83.0                                                            | 119.3                                                           | 163.4                                                           | 195.6                                                           | 196.6                                                           | 208.5                                                           | 195.7                                                           | 149.3                                                           | 120.4                                                           | 71.0                                                            | 50.2                                                            | 1.616,5                                                         |
| Font: Data derived from Deutscher Wetterdienst                  |                                                                 |                                                                 |                                                                 |                                                                 |                                                                 |                                                                 |                                                                 |                                                                 |                                                                 |                                                                 |                                                                 |                                                                 |                                                                 |

## Miscel·lània
Aquisgrà és un centre industrial i un important nus de comunicacions ferroviàries, que inclou la xarxa del tren d'alta velocitat Thalys. Una coneguda indústria del passat fou la producció d'agulles, distintiva de la ciutat.
Cada any s'hi celebra el Concours Hippique International Officiel (CHIO), que és la trobada eqüestre més gran d'Alemanya. Aquisgrà també va ser seu, el 2006, dels Jocs Hípics Mundials.
El club de futbol local Alemannia Aachen juga a la segona divisió alemanya. El seu estadi s'anomena Tivoli.
Des del 1950 la ciutat atorga cada any el Karlspreis (en alemany, el Premi Carlemany) a les personalitats que hagin destacat en la tasca de la unificació europea. El 2003 la medalla fou concedida a Valéry Giscard d'Estaing. El 2004, els esforços del papa Joan Pau II per unir Europa foren honorats amb una Medalla Extraordinària Carlemany, que era la primera vegada que es concedia.
L'especialitat local d'Aquisgrà són les galetes anomenades Printen, una versió local del pa de gingebre. A diferència de les Lebkuchen (les típiques galetes alemanyes de Nadal), s'endolceixen amb sucre en comptes de mel.

## Persones d'Aquisgrà
- Ethelwulf de Wessex, rei anglosaxó pare d'Alfred el Gran.
- Franz Oppenhoff, batlle nomenat per l'exèrcit americà el 1944 i assassinat en un crim de la fase final per ordre de Heinrich Himmler per un comando de la SS i de la Luftwaffe.[6]
- Joseph Sittard (1846-1903) crític i escriptor musical.(²)[7]
- Otto Floersheim (1853-1917) compositor i musicòleg.
- David Garrett (4 de setembre de 1980) violinista germano-americà